# Rue du Fossé-des-Tailleurs
La rue du Fossé-des-Tailleurs (en alsacien : Schnidergrawe) est une voie de Strasbourg rattachée administrativement au quartier Centre. 

## Situation et accès
Dans le prolongement de la rue du Vieil-Hôpital, elle relie la rue Mercière à la rue des Hallebardes et se trouve dans le secteur piétonnier au pied de la cathédrale.

## Origine du nom

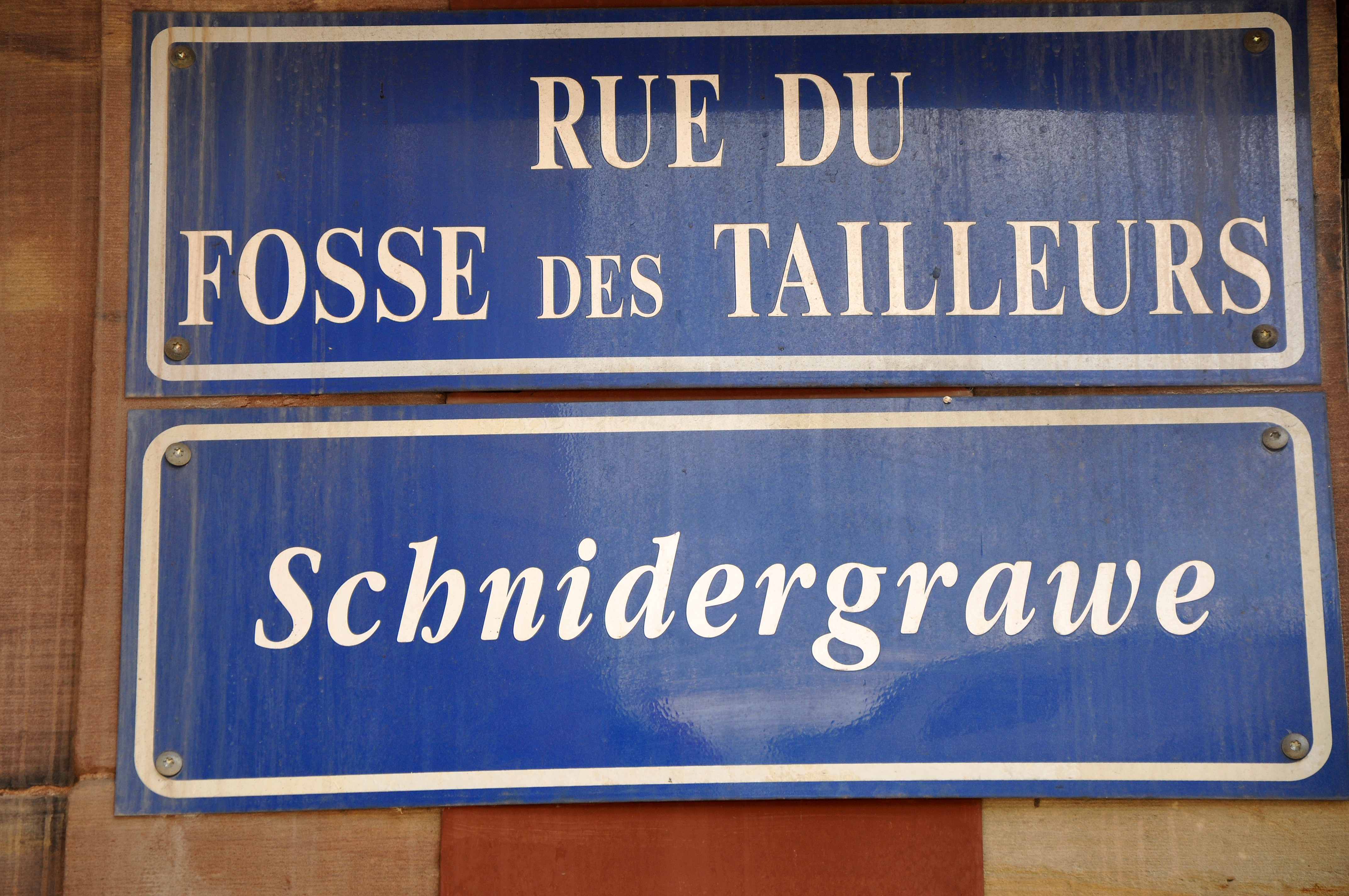
Plaque bilingue, en français et en alsacien.

## Historique
Parmi les quatre portes qui permettaient d'accéder au camp romain d'Argentoratum, celle de l'ouest, la porta praetoria, se trouvait à l'angle de la rue des Hallebardes et de la rue du Fossé-des-Tailleurs.
Au fil des siècles, la rue a connu différentes dénominations, en allemand ou en français : Schnidergraben (1298), Der Graben (1346), Schneidergraben (1587), rue des Tailleurs (1786), rue de la Vérité (1794), Fossé des Tailleurs (1817), rue des Tailleurs (1823), rue du Fossé des Tailleurs (1849, 1918), Schneidergraben (1872, 1918, 1940) et, à nouveau, rue du Fossé des Tailleurs à partir de 1945.
Des plaques de rues bilingues, à la fois en français et en alsacien, sont mises en place par la municipalité à partir de 1995. C'est le cas du Schnidergrawe.

## Bâtiments remarquables et lieux de mémoire
no 3Endommagée lors des bombardements de 1944, la maison a été reconstruite en 1956. L'oriel de 1609 avec ses boiseries sculptées a été réutilisé au no 2 de la rue des Hallebardes.

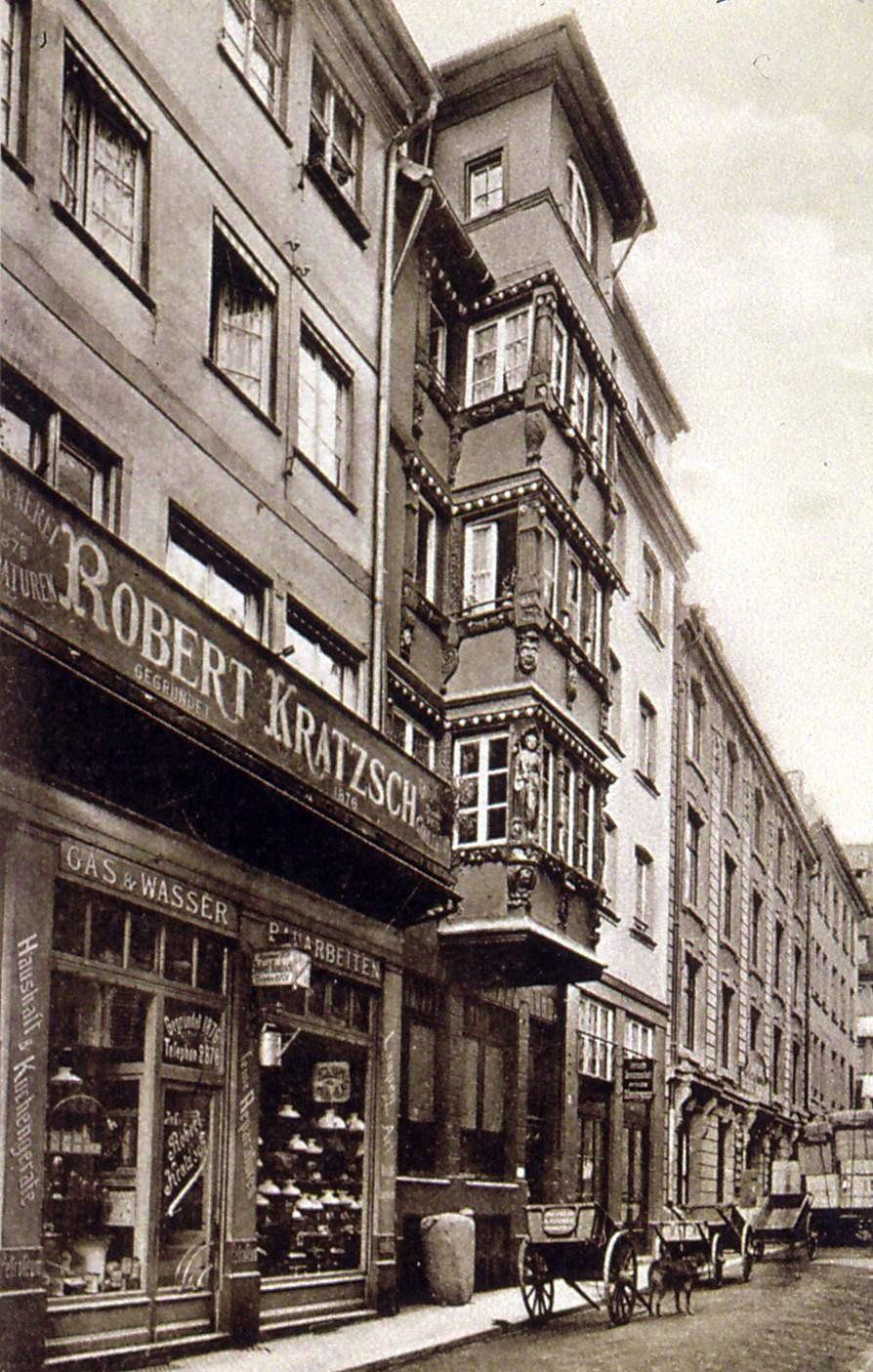
L'oriel en 1911.
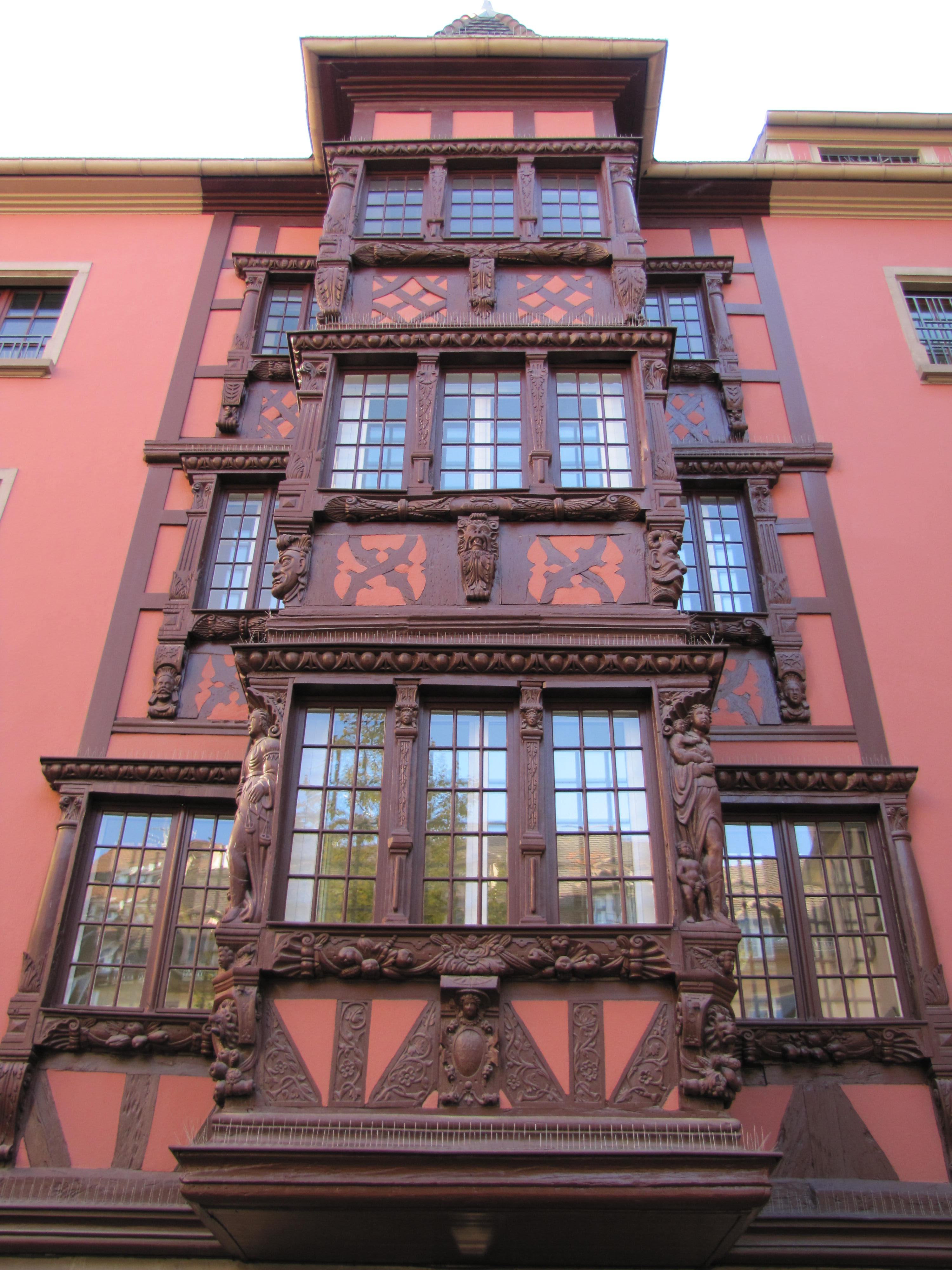
Réemploi dans la rue des Hallebardes.

no 8À l'angle avec la place de la Cathédrale, l'édifice, qui fait l'objet d'une inscription au titre des monuments historiques depuis 1946, abrite un restaurant, succédant à une ancienne brasserie, d'abord fondée à l'enseigne Au Dauphin d'Or en 1771, renommée Au Dauphin au moment de la Révolution.

Au Dauphin.
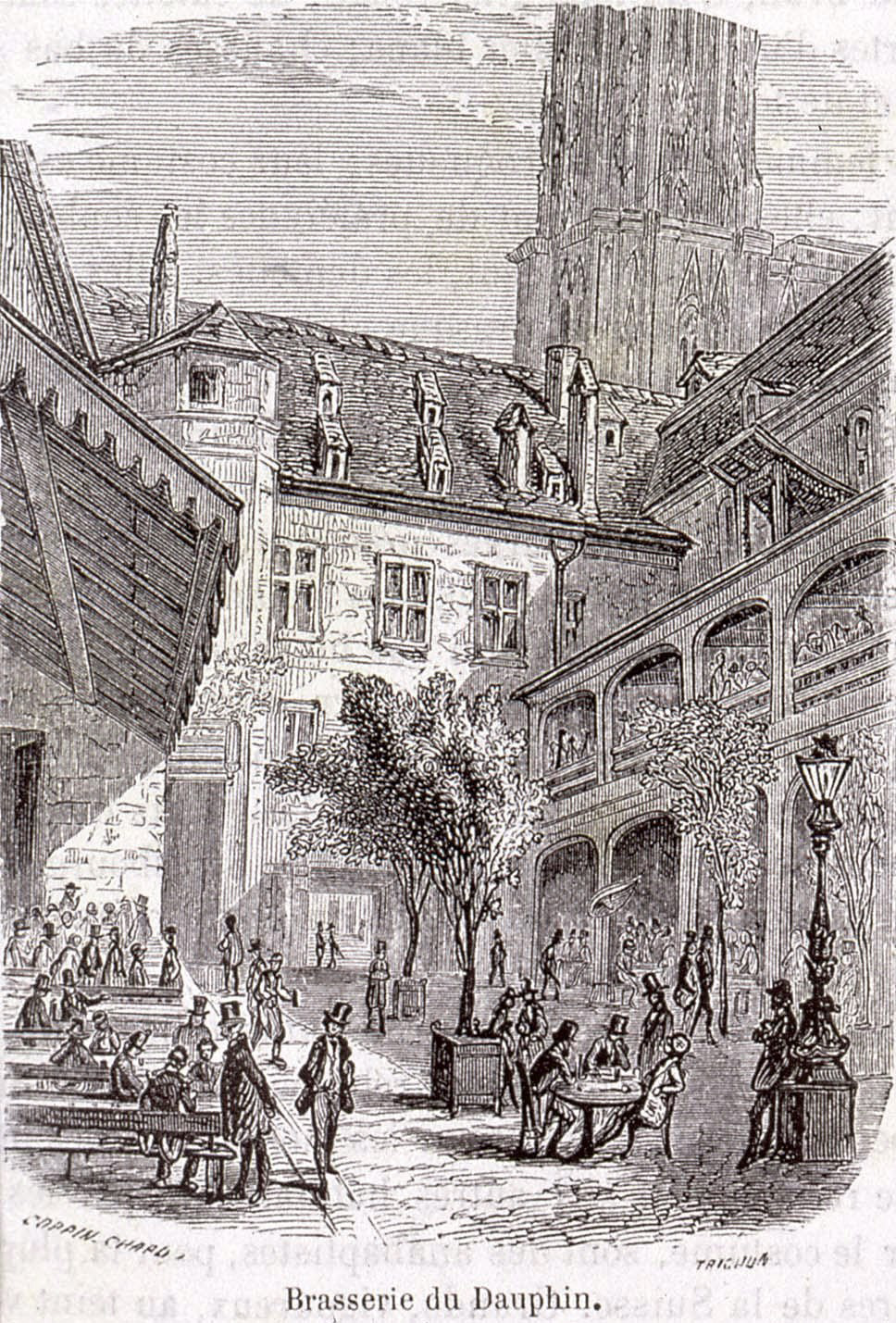
1854.
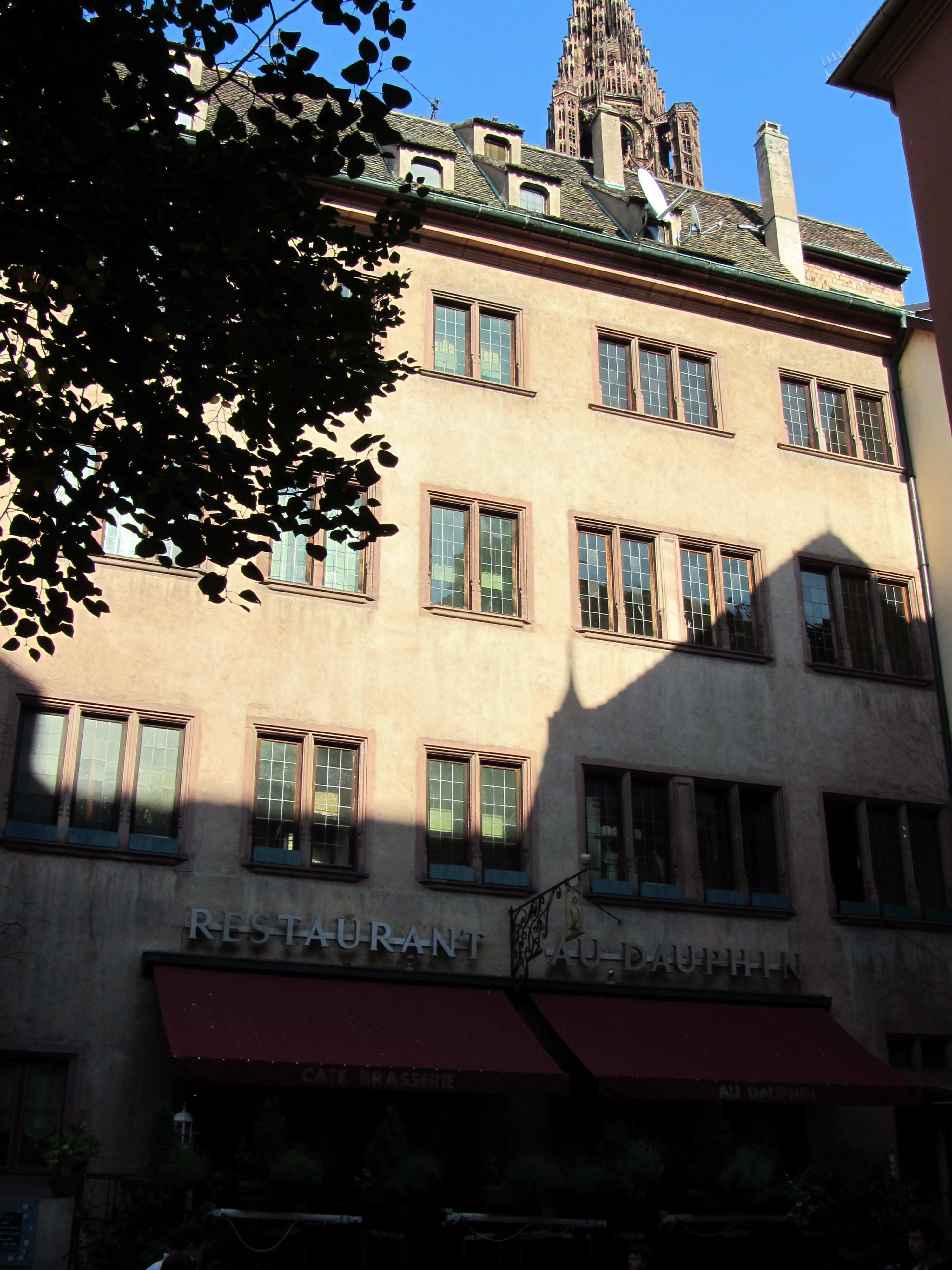
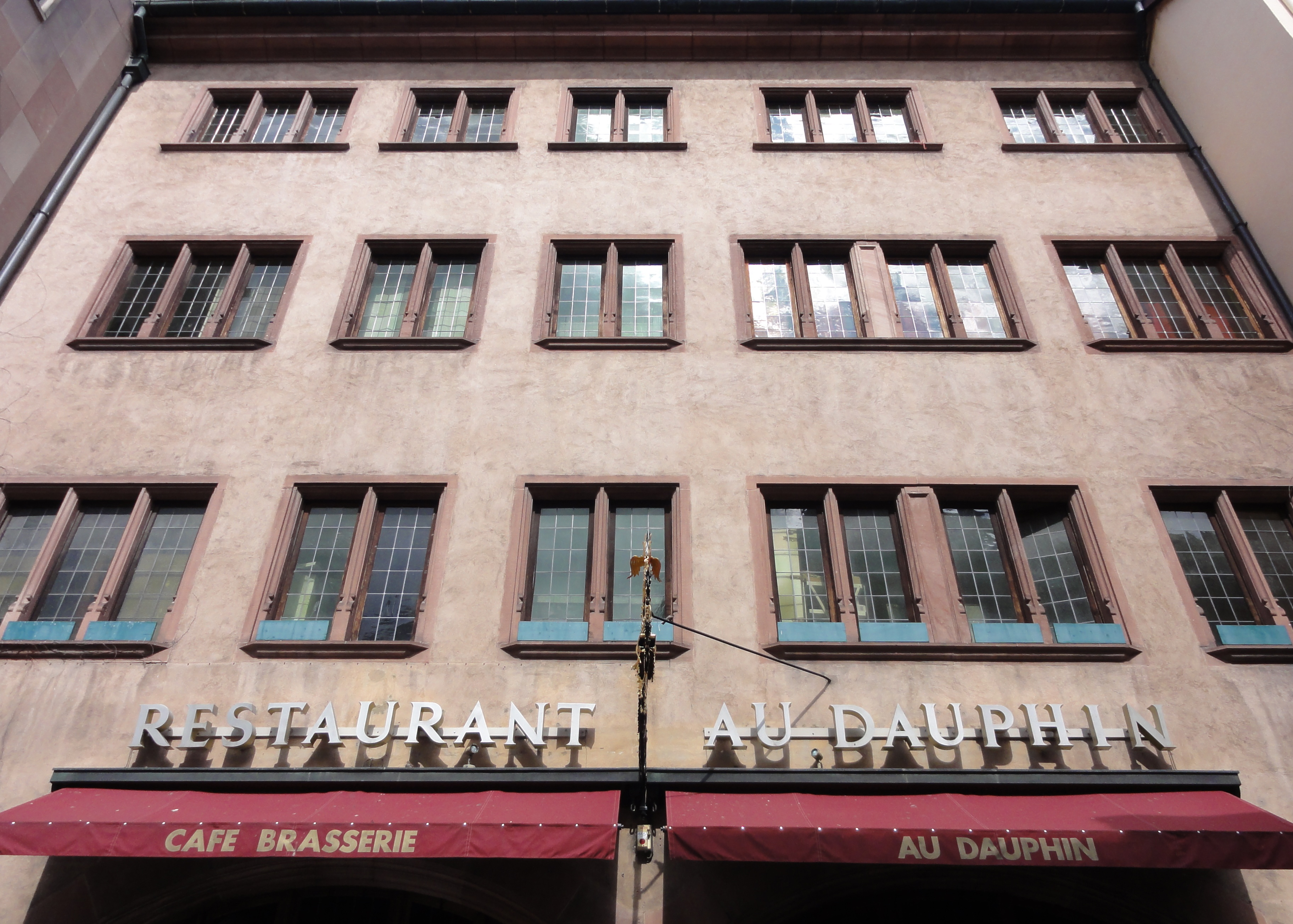
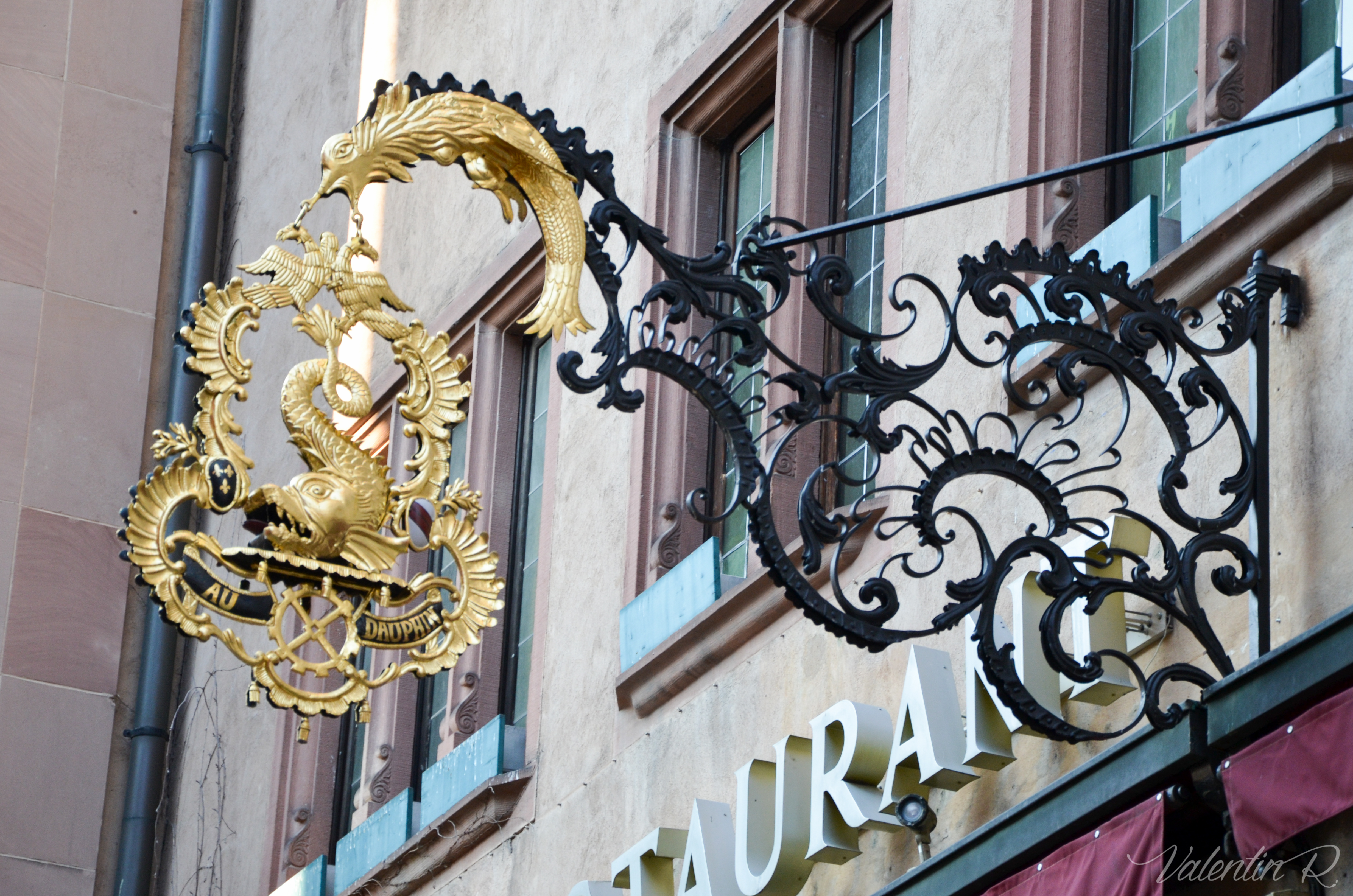